# Djennah Cherif
Djennah Cherif (en arabe : جنة الشريف), née le 10 janvier 2006 à Capelle aan den IJssel aux Pays-Bas, est une footballeuse internationale marocaine jouant au poste d'ailière. Elle peut jouer également en tant qu'arrière gauche.

## Biographie

### Naissance et débuts footballistiques (2006-2022)
Djennah Cherif naît à Capelle aan den IJssel aux Pays-Bas au sein d'une famille marocaine. Passionnée par le football et fan de Lieke Martens, elle commence le football dans le club masculin du Xerxes DZB, club basé dans sa ville natale. Plus tard, elle se rend à Barcelone pour participer à un séance d'entraînement avec Lieke Martens.
Dans le viseur d'Arsenal FC et très tôt appelée par l'équipe des Pays-Bas -15 ans, elle déclare lors d'une interview avec le journal NOS à l'âge de treize ans : « J'ai envie de devenir footballeuse professionnelle. ». Elle révèle également avoir mis un bonnet pour participer à des tests de sélection de joueurs dans l'académie du Feyenoord Rotterdam, afin de ne pas être reconnue en tant que féminine. Sélectionnée par l'académie, ils s'aperçoivent qu'il s'agit effectivement d'une fillette et la direction contacte alors Hanan Cherif (sa mère) pour expliquer la situation et de la retirer de l'effectif.
En 2021, elle s'engage pour une saison à l'ADO La Haye pour renforcer l'effectif féminin dans la catégorie des U17 sous la houlette de l'entraîneur Marco van Basten.

### Formation au Feyenoord (2022-2024)
Le 20 juillet 2023, elle est diplômée de l'académie du Feyenoord Rotterdam.
Le 29 août 2023, elle prend part à un premier match amical de derby avec l'équipe senior du Feyenoord Rotterdam face au SBV Excelsior sous la houlette de l'entraîneuse Jessica Torny, inscrivant par la même occasion son premier but à la 51e minute sur une frappe lointaine de 25 mètres (victoire, 0-2),,.

### Expérience en France à Évian (2024)
N'évoluant que dans son pays natal jusqu'ici, Djennah Cherif quitte les Pays-Bas pour tenter une expérience en France en s'engageant à Thonon Évian pensionnaire de Seconde Ligue.
Elle dispute son premier match officiel sous le territoire français le 29 septembre 2024 en entrant en jeu en fin de match face à Rodez dans le cadre de la troisième journée de championnat.
Toutefois Djennah Cherif ne termine par la saison avec Thonon Évian. Ayant eu des difficultés à s'adapter et confronté à la barrière de la langue, elle retourne dans le Benelux à la trêve.

### Expérience en Belgique avec Genk (depuis 2025)
Après un court passage en France, Djennah Cherif poursuit sa saison en Belgique du côté du KRC Genk Ladies en Super league.
Elle dispute son premier match dans le championnat belge le 18 janvier 2025 en entrant en jeu sur la pelouse du Standard de Liège (défaite, 2-0).
Le 1er février 2025, elle dispute sa première titularisation et est passeuse décisive sur le seul but de son équipe face à Anderlecht (défaite, 4-1).

## Carrière internationale
Possédant la double nationalité néerlandaise et marocaine, elle peut prétendre à l'une des sélections entre les Pays-Bas et le Maroc. Lorsqu'elle a treize ans, elle révèle ses ambitions de jouer pour l'équipe des Pays-Bas en soulignant que le football féminin néerlandais mérite un plus large public.

### Équipe du Maroc -17 ans
Le 24 février 2022, alors qu'elle évolue avec l'ADO La Haye -17 ans, elle reçoit une convocation avec l'équipe du Maroc -17 ans dans le cadre des éliminations de la Coupe du monde -17 ans.
Durant lesdites qualifications, le Maroc élimine le Bénin, le Niger et le Ghana aux tirs au but lors du dernier tour. Ainsi, la sélection parvient à se qualifier pour la première fois à une phase finale de la Coupe du monde dans cette catégorie. Djennah participe et contribue à la qualification en inscrivant quatre buts durant cette campagne (Les quatre face au Niger).
Après une série de matchs amicaux de préparation, Cherif est retenue pour disputer la phase finale en Inde au mois d'octobre 2022. Le Maroc ne réussit pas à franchir le premier tour malgré une victoire face au pays organisateur (3-0), la première de l'histoire de la sélection en Coupe du monde. En effet, le Maroc s'incline deux fois, contre le Brésil (1-0) et les États-Unis (4-0). Djennah inscrit un des buts de la victoire face aux Indiennes.

### Équipe du Maroc -20 ans
Alors qu'elle n'a que 16 ans, elle est convoquée pour la première fois en sélection marocaine des moins de 20 ans par Patrick Cordoba pour disputer une double confrontation face au Sénégal en janvier et février 2022 comptant pour l'avant-dernier tour des qualifications de la Coupe du monde 2022. Bien que dans le groupe, elle ne fait pas d'apparition.
Elle honore sa première sélection le 17 mai 2023 en étant titularisée justement face au Sénégal à Pikine. Le Maroc s'incline sur le score de 2-0.
Le 12 novembre 2023 à l'occasion du match aller du 3e tour des qualifications à la Coupe du monde 2024 contre la Guinée, elle offre une passe décisive à Doha El Madani dans un match qui se termine par une victoire marocaine de 3 buts à 0.
Opposé à l'Éthiopie lors du 4e et dernier tour, le Maroc remporte la manche aller le 13 janvier 2024 au Stade Ben M'Hamed El Abdi sur le score de 2 à 0. Djennah délivre une passe décisive à Yasmine Zouhir sur l'ouverture du score. Le Maroc parvient à se qualifier à la phase finale pour la première fois de l'histoire de la sélection, malgré la défaite (1-0) au match retour à Addis-Abeba  le 21 janvier 2024,.

### Équipe du Maroc
Le 24 novembre 2023, elle reçoit sa première convocation avec l'équipe senior du Maroc entraînée par le nouveau sélectionneur, l'Espagnole Jorge Vilda, pour une double confrontation amicale contre l'Ouganda,. Le 5 décembre 2023, à l'occasion du deuxième match contre l'Ouganda, elle honore sa première sélection en entrant en jeu à la 62e minute à la place de Sabah Seghir (victoire, 3-0).

#### Coupe d'Afrique des nations 2024
Elle est convoquée pour disputer deux matchs amicaux contre la Tanzanie et le Sénégal respectivement les 25 et 29 octobre 2024 au Stade Père-Jégo. Les Marocaines remportent les deux rencontres avec un score de 4-1 face aux Tanzaniennes et une large victoire face aux Sénégalaises, 7-0. Djennah Cherif entre en jeu face au Sénégal à la place de Sarah Kassi,.
Toujours dans le cadre des préparations à la CAN, elle est convoquée par Jorge Vilda pour disputer deux matchs amicaux internationaux, face au Ghana et Haïti respectivement les 21 et 25 février 2025. Les Marocaines s'imposent face au Ghanéennes (1-0) et font match nul contre les Haïtiennes (1-1). Djennah Cherif dispute l'intégralité du match face à Haïti. Il s'agit par la même occasion de sa première titularisation en équipe A
,.
Cherif est convoquée pour le stage suivant afin de disputer deux matchs amicaux contre la Tunisie et le Cameroun les 4 et 8 avril 2025 au Stade Père-Jégo. Les Marocaines s'imposent face aux Tunisiennes avec un score de 3 buts à 1. Cependant, elles s'inclinent face aux Camerounaises (0-1). Sur le banc lors des deux matchs, elle n'entre en jeu que contre la Tunisie,.

## Statistiques

### En club
| Saison                | Club                  | Championnat           | Championnat | Championnat | Coupe(s) nationale(s) | Coupe(s) nationale(s) | Total | Total |
| Saison                | Club                  | Division              | M.          | B.          | M.                    | B.                    | M.    | B.    |
| 2024-2025             | Thonon Évian          | Seconde Ligue         | 7           | 0           | 0                     | 0                     | 7     | 0     |
| Sous-total            | Sous-total            | Sous-total            | 7           | 0           | 0                     | 0                     | 7     | 0     |
| 2024-2025             | KRC Genk Ladies       | Super League          | 15          | 0           | 1                     | 0                     | 16    | 0     |
| Total sur la carrière | Total sur la carrière | Total sur la carrière | 22          | 0           | 1                     | 0                     | 23    | 0     |

#### Statistiques par compétition
| Compétition       | Matchs | Titu. | Buts | Passes | Cartons | Cartons |
| Compétition       | Matchs | Titu. | Buts | Jau.   | Rou     |         |
| ----------------- | ------ | ----- | ---- | ------ | ------- | ------- |
| Seconde Ligue     | 7      | 0     | 0    | 0      | 1       | 0       |
| Coupe de France   | 0      | 0     | 0    | 0      | 0       | 0       |
| Super League      | 15     | 12    | 0    | 1      | 2       | 0       |
| Coupe de Belgique | 1      | 1     | 0    | 0      | 0       | 0       |
| Total             | 23     | 13    | 0    | 1      | 3       | 0       |